# Coleophora soffneriella
Coleophora soffneriella é uma espécie de mariposa do gênero Coleophora pertencente à família Coleophoridae.